# Mojsinje, Čačak
Mojsinje (izvirno srbsko Мојсиње) je naselje v Srbiji, ki upravno spada pod Občino Čačak; slednja pa je del Moraviškega upravnega okraja.

## Demografija
V naselju živi 687 polnoletnih prebivalcev, pri čemer je njihova povprečna starost 41,5 let (40,0 pri moških in 42,9 pri ženskah). Naselje ima 277 gospodinjstev, pri čemer je povprečno število članov na gospodinjstvo 3,14.
To naselje je, glede na rezultate popisa iz leta 2002, večinoma srbsko, a v času zadnjih treh popisov je opazno zmanjšanje števila prebivalcev.
|  |

| Demografija | Demografija     | Demografija     |
| Leto        | Št. prebivalcev | Št. prebivalcev |
| ----------- | --------------- | --------------- |
|             |                 |                 |
|             |                 |                 |
|             |                 |                 |
|             |                 |                 |
| 1948        | 933             |                 |
| 1953        | 947             |                 |
| 1961        | 946             |                 |
| 1971        | 891             |                 |
| 1981        | 897             |                 |
| 1991        | 877             | 865             |
| 2002        | 892             | 869             |
|             |                 |                 |

| Etnična sestava po popisu iz leta 2002 | Etnična sestava po popisu iz leta 2002 | Etnična sestava po popisu iz leta 2002 | Etnična sestava po popisu iz leta 2002 | Etnična sestava po popisu iz leta 2002 |
| -------------------------------------- | -------------------------------------- | -------------------------------------- | -------------------------------------- | -------------------------------------- |
| Srbi                                   | Srbi                                   |                                        | 827                                    | 95,16%                                 |
| Črnogorci                              | Črnogorci                              |                                        | 32                                     | 3,68%                                  |
| Jugoslovani                            | Jugoslovani                            |                                        | 6                                      | 0,69%                                  |
| Neznano                                | Neznano                                |                                        | 3                                      | 0,34%                                  |